# اوریو
اوریو (به انگلیسی: Oreo) بیسکویتی است شامل دو قرص بیسکویت با کرِم در میان‌شان است. اوریو از سال ۱۹۱۲ تاکنون تولید می‌شود.
کوکی‌های اوریو تولید شده توسط شرکت نابیسکو، شرکت تولیدکننده بیسکویت آمریکاییست، در ماه فوریه سال ۱۹۱۲ در نیویورک (بعدا وارد بازار چلسی در انگلستان شد). این بیسکوئیت در درجه اول برای بازار بریتانیا ساخته شد، بیسکویت‌هایی که توسط «نابیسکو» تولید شدند. در ابتدا با یک شکل کوه کوچک تولید شده و در دو نوع طعم دهنده وجود داشت: لیمور مینژ و کرم. در آمریکا آن‌ها ۳۰ سنت قیمت داشتند و در یک بطری شیشه ای فروخته می‌شدند که به مشتریان اجازه می‌داد بیسکویت را در داخل آن ببینند.
یک طرح جدید برای کوکی در سال ۱۹۱۶ معرفی شد و به عنوان پر کننده کرم از دو طعم محبوب استفاده شد، Nabisco تصمیم به کاهش تولید از کوکی لیمو مرنگ در بیست سالگی گرفت. Oreo کنونی در سال ۱۹۵۲ توسط ویلیامTurnier [2] ساخته شد تا علامت نابیسکو بر روی آن حکاکی شود.
تئوری‌های مختلفی در مورد منشأ نام "ها Oreo از جمله این فرضیه از منشاء کلمه فرانسوی" یا "، طلا (بسته بندی اصلی طلا بود) وجود دارد، یا از OROS کلمه ای یونانی به معنی کوه یا تپه (به علت از فرم اصلی بیسکویت) یا حتی از کلمه یونانی "oreos"، که به معنی "زیباً است. نظریه‌های دیگر نشان می‌دهد که پادشاه کلمه کرم کلمه بین دو عدد کلمه شکلات قرار گرفته‌است یا به سادگی به نظر می‌رسد که ترکیبی از صداهای ملودیک است.
های اوریو بسیار شبیه به کوکی هیدروکس تولید شده توسط شرکت آفتاب، که در سال ۱۹۰۸ معرفی شد، می‌روم و هیچ شکی نیست که اوریو توسط آفتاب الهام گرفته‌است. بیسکویت هیدروکس از بازار در سال ۱۹۹۹ به علت سلطه تجاری بخش نفت حذف شد. [۳] همچنین نسخه جدیدی از بیسکویت، به نام دراکایس، بعداً از بازار خارج شد.
در ۲۲ اوت سال ۲۰۱۷، با توافق بین ماندلز و گوگل، همان‌طور که قبلاً با کیت کت انجام شده بود، نام اوریو برای نسخه ۸٫۰ از سیستم عامل اندروید انتخاب شد، نامگذاری نسخه‌های اندروید به ترتیب حروف الفبا و همچنین نام شیرینی‌های محبوب است. [۴]